# Catrin Finch
Catrin Anna Finch (* 24. dubna 1980) je velšská harfenistka. Narodila se ve vesnici Llanon a hře na harfu se začala učit ve svých šesti letech. Jednou z jejích pozdějších učitelek hry byla Elinor Bennett. V roce 2000 byla jmenována Oficiální harfenistkou Prince z Walesu. V pozici zůstala do roku 2004. V roce 2003 se provdala za producenta Hywela Wigleyho. Roku 2018 jí byl diagnostikován karcinom prsu.